# Polydesmus alternatus
Polydesmus alternatus är en mångfotingart som beskrevs av Karsch 1879. Polydesmus alternatus ingår i släktet Polydesmus och familjen plattdubbelfotingar. Inga underarter finns listade i Catalogue of Life.